# رينو سامسونج إس إم 5
رينو سامسونج إس إم5 (بالإنجليزية: Renault Samsung SM5) هي سيارة ذات الأربعة أبواب المتوسطة الحجم، التي تُنتجها شركة رينو سامسونج موتورز التابعة لشركة سامسونج بين عامي 1998 و2013. أُطلق الجيل الأول في عام 1998 والجيل الثاني جاء في عام 2005 والجيل الثالث والحالي بدأ في عام 2009